# Mahnmal gegen Krieg und Faschismus

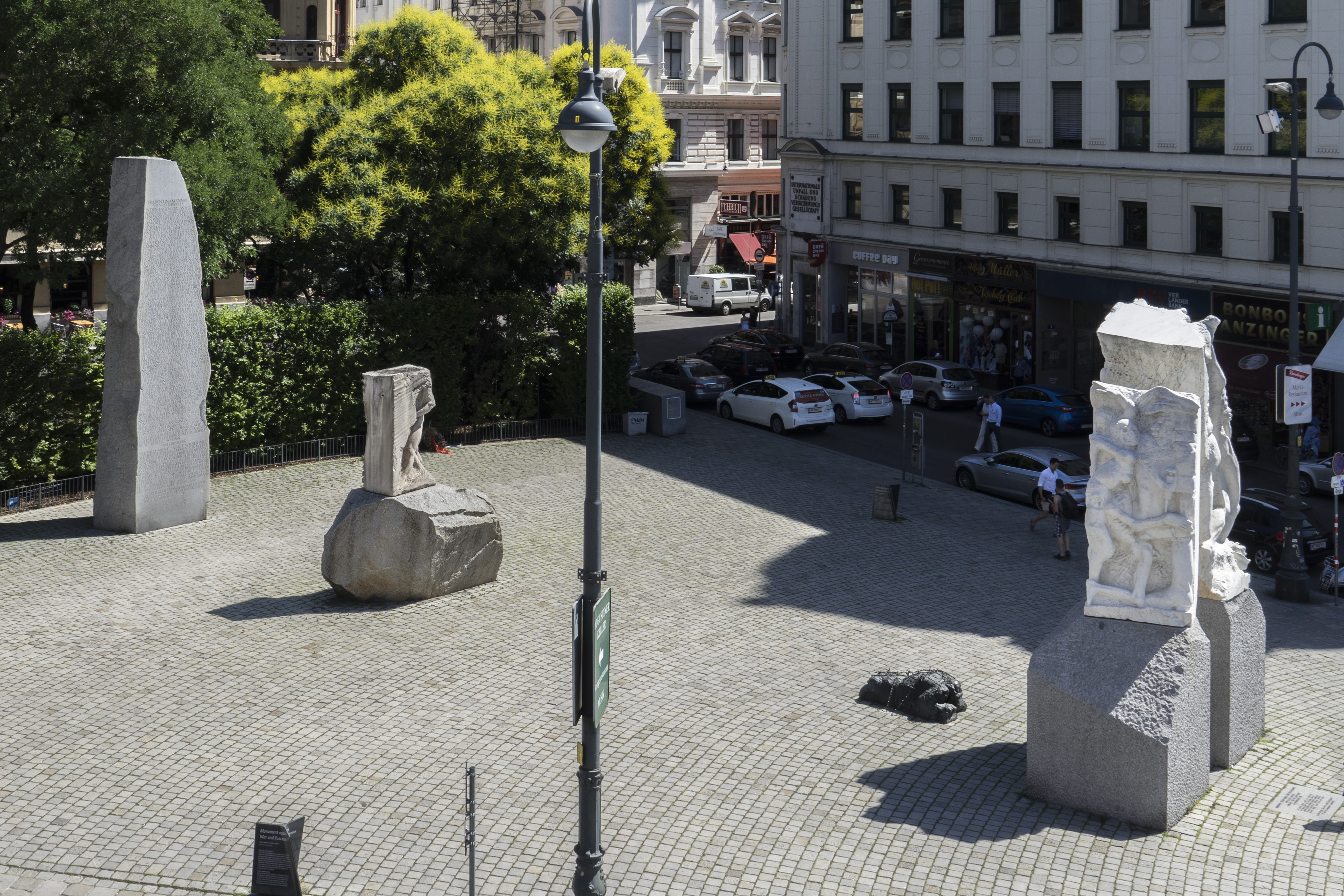
Das Mahnmal gegen Krieg und Faschismus auf dem Helmut-Zilk-Platz

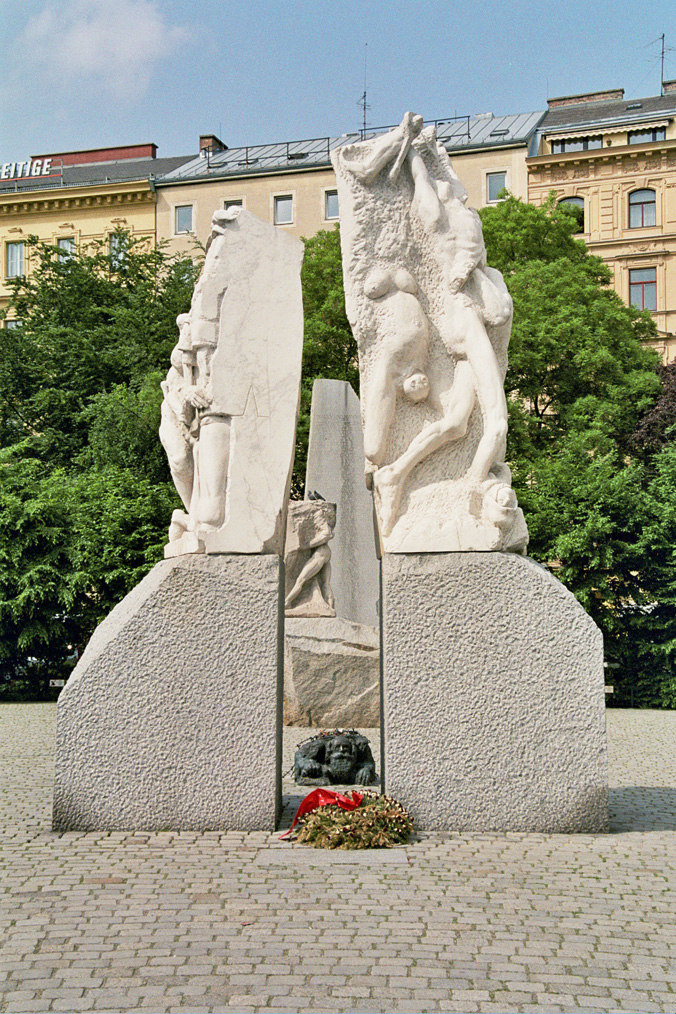
Das „Tor der Gewalt“ mit der Bronzeskulptur des knienden Juden

„Kniender und straßenwaschender Jude“

Das Mahnmal gegen Krieg und Faschismus ist ein Werk des österreichischen Bildhauers Alfred Hrdlicka. Es steht seit 1988 auf dem Wiener Albertinaplatz – 2009 nach Helmut Zilk benannt –, gegenüber dem Palais Erzherzog Albrecht und der Rückseite der Wiener Staatsoper. Als begehbares Denkmal soll es der Erinnerung an die dunkelste Epoche der österreichischen Geschichte dienen. Es ist allen Opfern von Krieg und Faschismus gewidmet.

## Geschichte
An dieser Stelle stand der Philipphof, ein repräsentativer Großwohnbau der Gründerzeit, der am 12. März 1945 durch einen Bombenangriff zerstört wurde. Hunderte Menschen, die in den Kellern Schutz gesucht hatten, fanden den Tod. Die Verschütteten konnten zum Teil nicht ausgegraben werden; nur 180 Leichen wurden geborgen. Die genaue Zahl der Opfer ließ sich nicht ermitteln. Die Ruine wurde 1947 eingeebnet, das Grundstück im Eigentum des Staates nicht mehr bebaut.
Hier wurde im österreichischen Bedenkjahr 1988 von der Stadt Wien auf Initiative von Bürgermeister Helmut Zilk das „Mahnmal gegen Krieg und Faschismus“ errichtet. Entwurf und Ausführung lagen in den Händen des österreichischen Bildhauers Alfred Hrdlicka. Es wurde am 24. November 1988 enthüllt. Es handelte sich um das erste monumentale Denkmal im öffentlichen Raum, das sich mit der österreichischen Vergangenheit in der NS-Zeit auseinandersetzte und markierte nach der Waldheim-Affäre (begonnen 1986) einen Wendepunkt in der Debatte um die „Opferrolle“ Österreichs.

## Das Mahnmal
An der Stirnseite des Platzes steht das Tor der Gewalt. Es ist aus Granit, wie er von Tausenden Häftlingen über die Todesstiege im Steinbruch des Konzentrationslagers Mauthausen geschleppt wurde. Die Skulptur zur Linken soll an die Opfer des Massenmordes, der dort und in anderen Lagern und Gefängnissen von den Nationalsozialisten verübt wurde, erinnern, ebenso an die Opfer des politischen Widerstandes und der Verfolgung aus Gründen nationaler, religiöser und ethnischer Zugehörigkeit, geistiger und körperlicher Behinderung und sexueller Orientierung. Die Figurengruppe der rechten Torsäule ist dem Gedenken an alle Opfer des Krieges gewidmet. Der gesichtslose Körper einer gebärenden Frau soll die Wiedergeburt Österreichs nach den Schrecken des Krieges symbolisieren.
Die ersten Opfer der nationalsozialistischen Machthaber waren neben den politischen Gegnern die Juden. Nach dem „Anschluss“ Österreichs an das Deutsche Reich am 12. März 1938 wurden Jüdinnen und Juden gezwungen, in Reibpartien die Straßen von pro-österreichischen und antinazistischen Parolen zu säubern. Die bronzene Skulptur eines knienden, straßenwaschenden Juden erinnert an diese Entwürdigung und Erniedrigung, die der gnadenlosen Verfolgung und Ermordung jüdischer Bürger direkt nach dem Anschluss voranging.
Orpheus betritt den Hades, eine in einem Marmorblock aufgehende Männergestalt, ist Mahnmal für die Bombenopfer und für den Opfertod jener, die dem Nationalsozialismus unter Einsatz ihres Lebens Widerstand geleistet haben.
Am 27. April 1945, als im Westen Österreichs noch gekämpft wurde, proklamierten in Wien die Vertreter der neuen oder wiedergebildeten politischen Parteien durch die Österreichische Unabhängigkeitserklärung die Wiedererrichtung der Republik Österreich. Auf dem Stein der Republik sind Auszüge der damaligen Erklärung sowie die Namen jener Männer verewigt, die sie unterschrieben haben. Er ist aus Mauthausner Granit aus dem Perger Trommelbergbruch, wiegt 57 Tonnen, ist 8,4 Meter hoch und ist damit der größte Monolith, der je aus den Mühlviertler Steinbrüchen geliefert wurde.

## Galerie

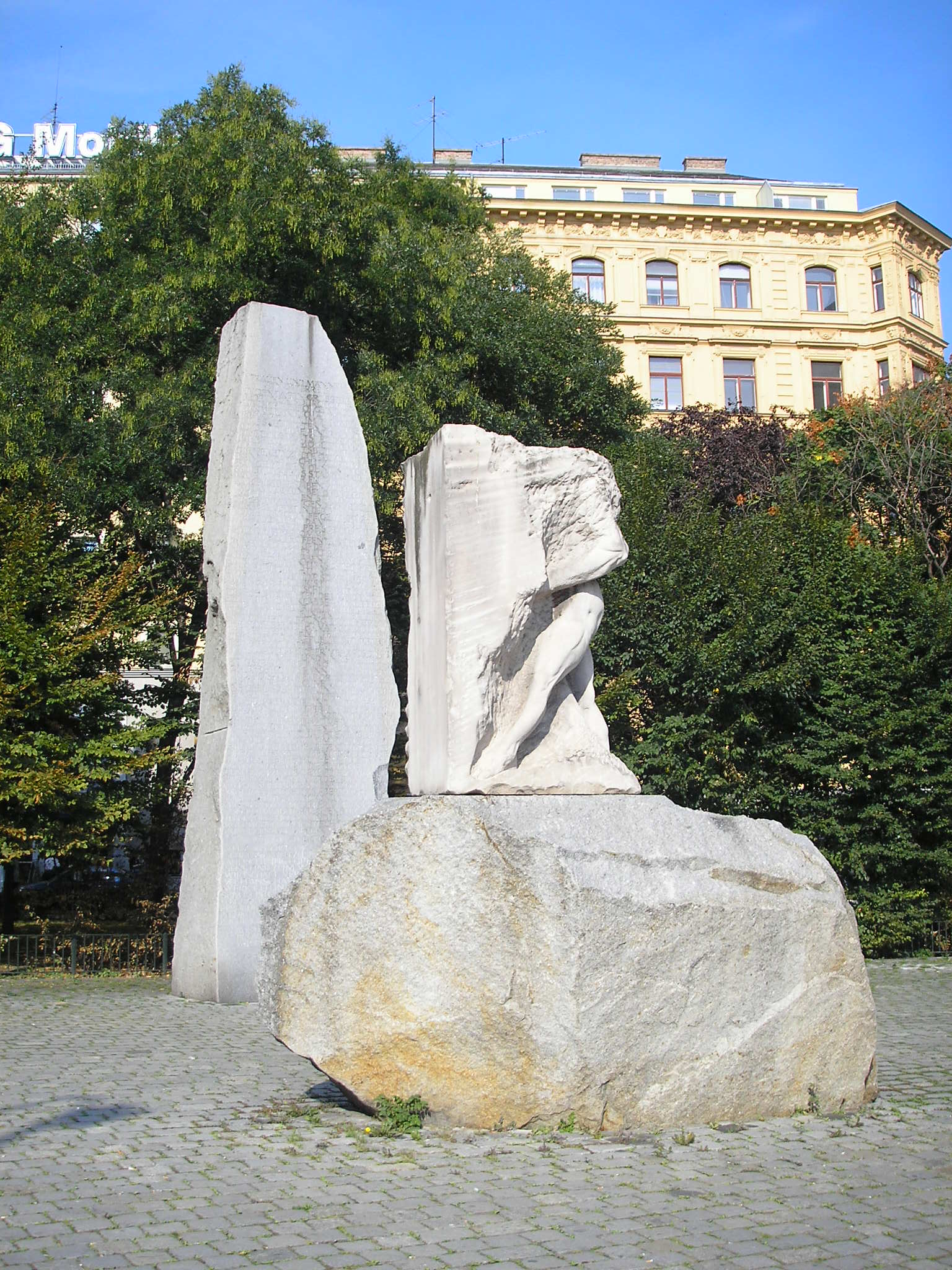
„Orpheus betritt den Hades“ mit dem „Stein der Republik“ im Hintergrund
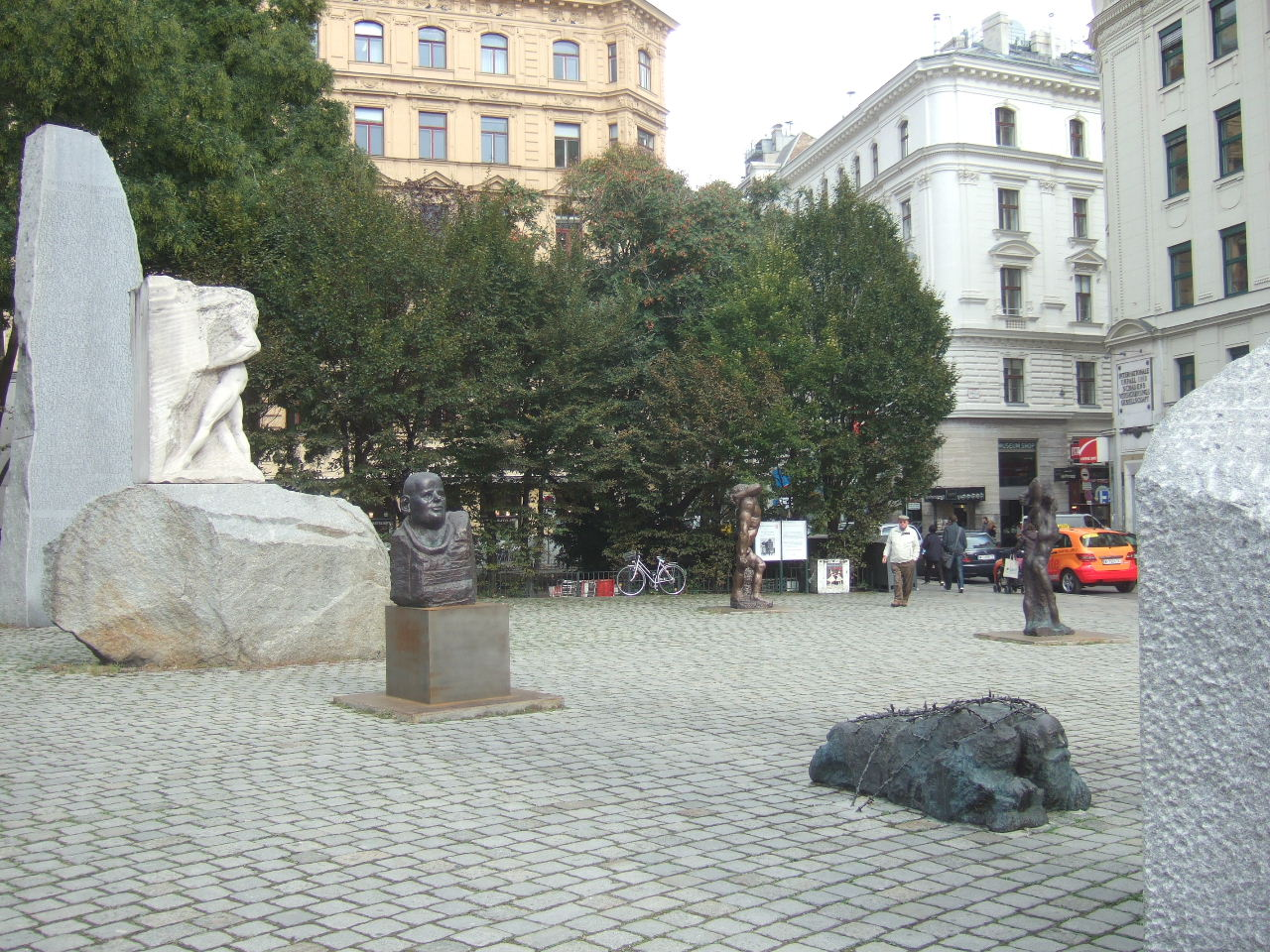
Mahnmal (2009) mit drei Ergänzungen: „Portrait Bonhoeffer“/ „Orpheus II“ (hinten links)/„Orpheus I“ (hinten rechts)
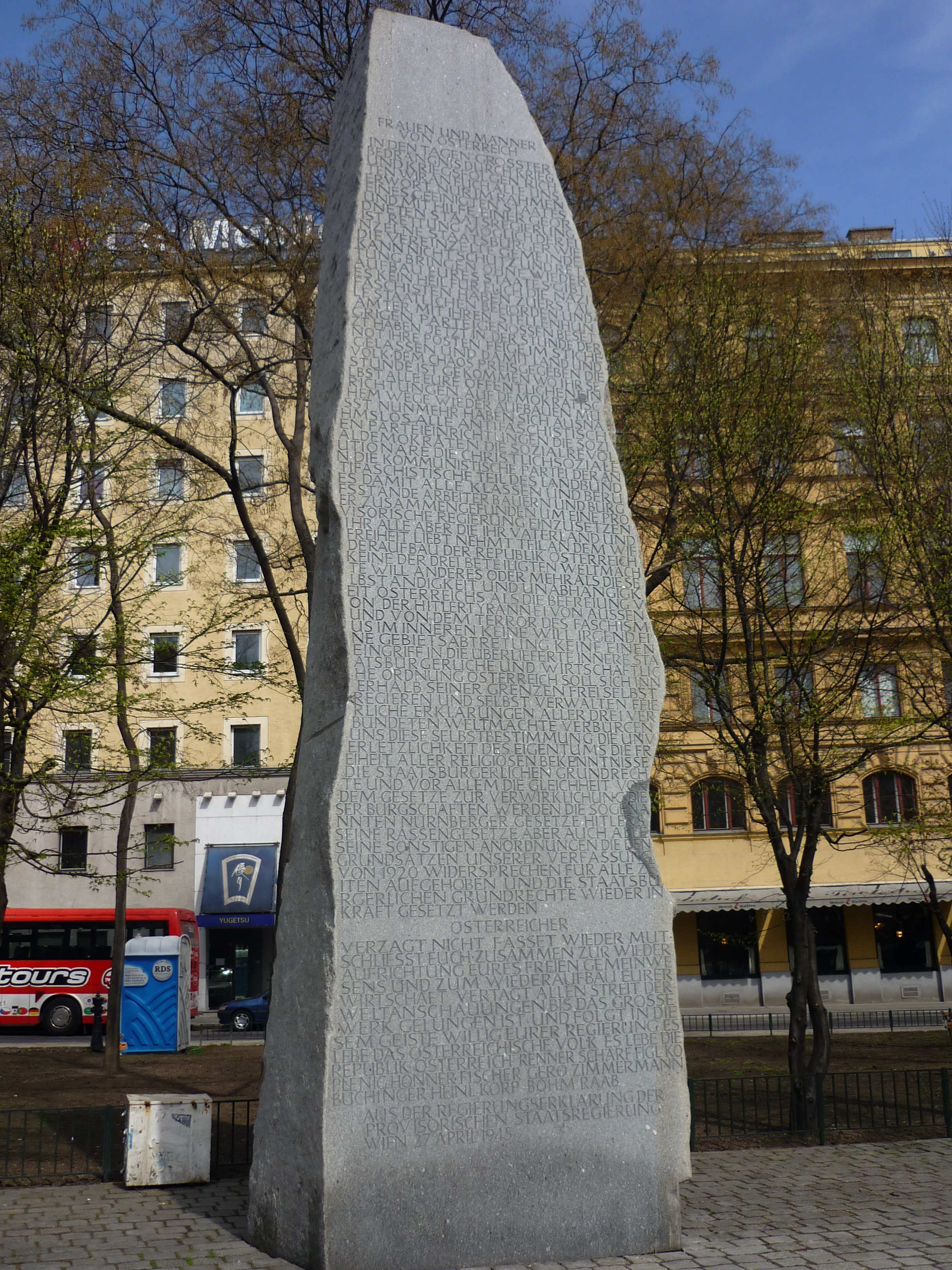
„Stein der Republik“
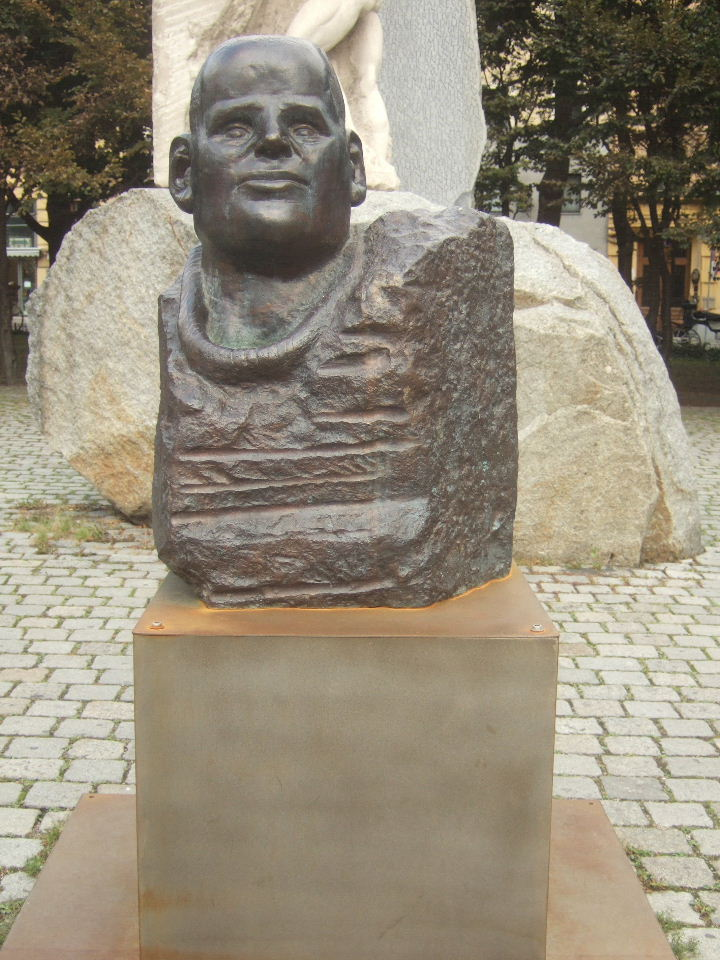
„Portrait Bonhoeffer“  (1977)
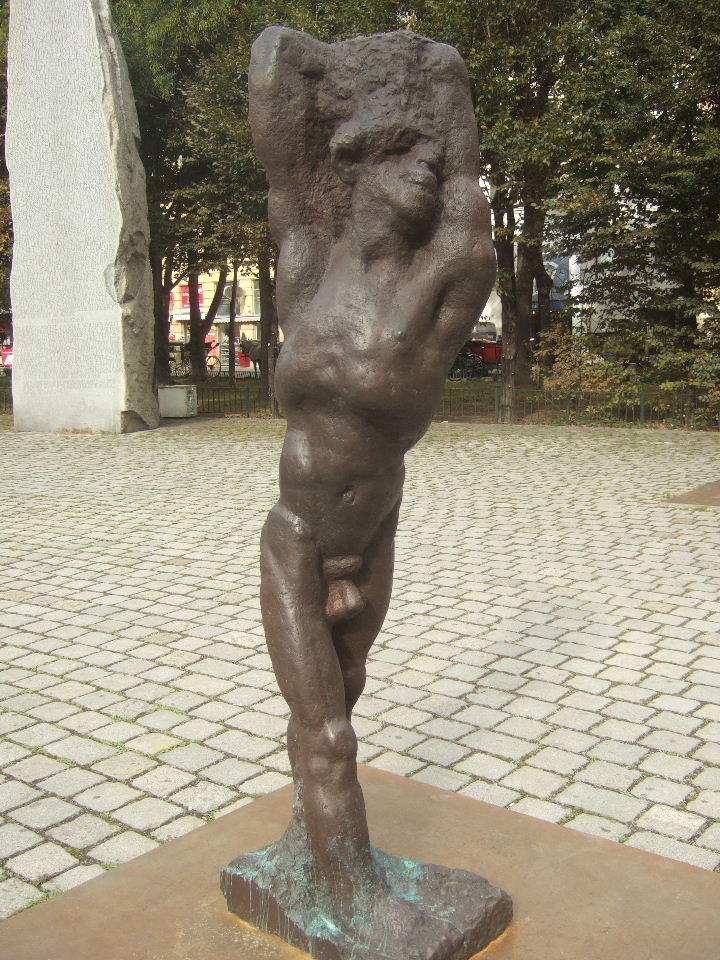
„Orpheus I“ (1963)
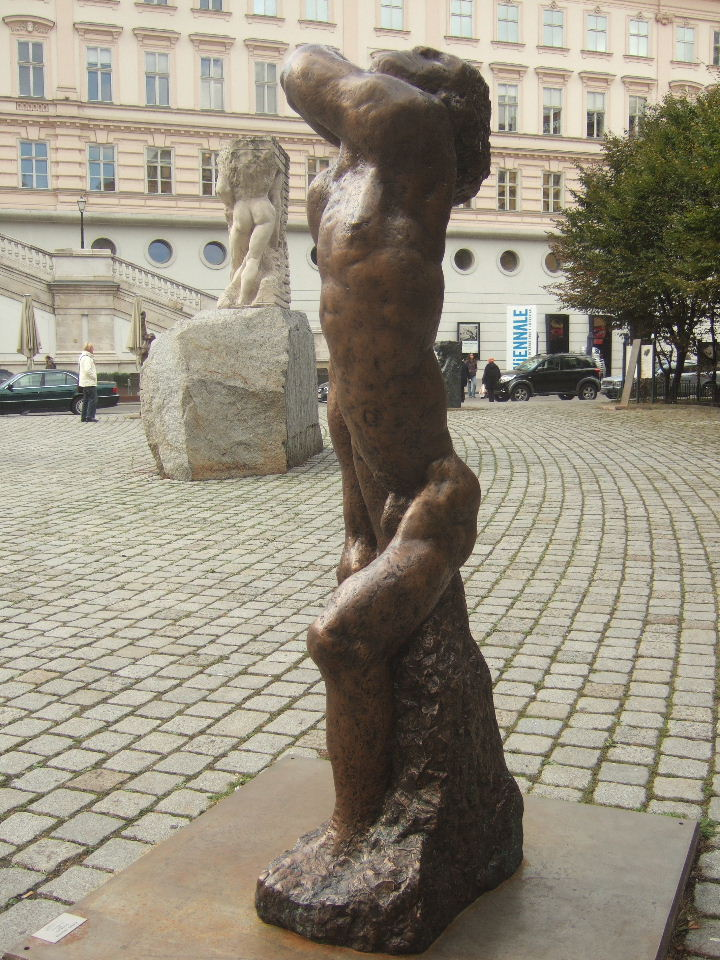
„Orpheus II“ (1963)
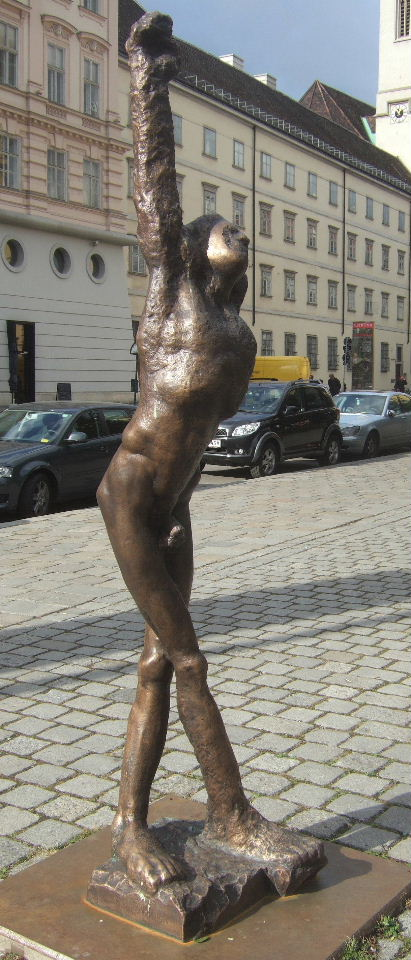
„Marsyas I“ (1955/57 – 1962)
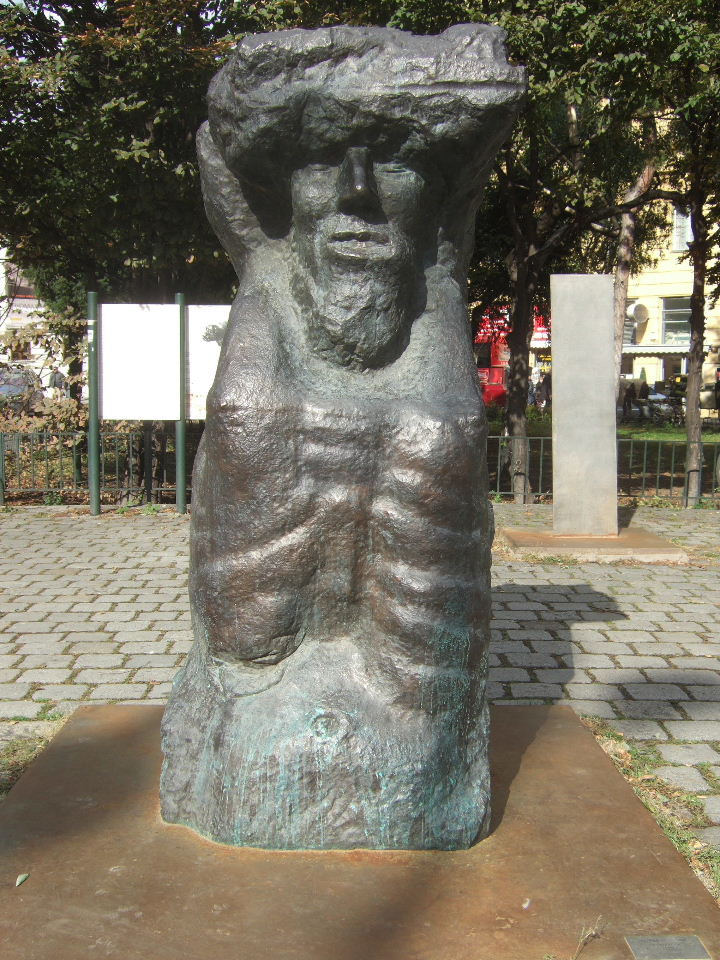
„Inkarnation“ (1994 – 1996)

## Akzeptanz
Die Errichtung des Mahnmals wurde damals von Kritik begleitet. Einerseits wollten einige keine Erinnerung an die Rolle der Österreicherinnen und Österreicher während des Nationalsozialismus, andere fanden den zentralen Standort in der Nähe der Staatsoper und der Albertina anstößig.
Andererseits wurde der Begriff „alle Opfer des Krieges“ kritisiert. Auf der rechten Skulptur ist ein gefallener Wehrmachtssoldat mit Stahlhelm auf dem Boden liegend dargestellt. Vertreter der israelitischen Kultusgemeinden wie Simon Wiesenthal machten sich daraufhin für ein separates Mahnmal für die jüdischen Opfer stark, das 2000 am Judenplatz errichtet wurde.
Die Plastik des Juden zur Reibepartie wurde oft nicht als solcher erkannt. Manche Besucher setzten sich auf den Rücken zur Rast. Der Goldkünstler und Bildhauer Johannes Angerbauer-Goldhoff bemalte in einer angekündigten Kunstaktion Zahn-Gold-Zeit-Gold am 25. Mai 1990 die Plastik mit Goldfarbe. Die Kunstaktion wurde ständig von zwei Staatspolizisten und einem Kriminalbeamten observiert. In der Folge kam es zur Verhaftung des Künstlers bei gleichzeitigem Abtransport der Plastik. Bürgermeister Helmut Zilk (nach ihm wurde 2009 der entsprechende Teil des Albertinaplatzes benannt) reagierte als Eigentümervertreter der Stadt Wien anfangs mit dem Argument der Sachbeschädigung. Eine angekündigte Klage gegen den Künstler wurde zum 21. Jänner 1991 amtlich eingestellt. Als Reaktion setzte Alfred Hrdlicka einen Stacheldraht aus Eisen auf den Rücken der Statue, um einer weiteren Besitzung durch Personen vorzubeugen. Die Stacheln nach oben zeigen durch ihren Glanz, dass die Plastik weiterhin „besessen“ wird.
Das Mahnmal hat mit den Jahren allgemeine Akzeptanz gefunden und ist heute ein vielbesuchter Ort.
Ruth Beckermann ergänzte das Mahnmal im März 2015 durch eine temporäre Installation, die in privaten Filmaufnahmen eine der „Reibpartien“ zeigt, zu denen jüdische Wiener im Frühjahr 1938 von Wiener Nationalsozialisten gezwungen wurden.